# Aasbai
Aasbai o Ahasbai es un personaje bíblico que aparece en el Segundo libro de Samuel.
Padre de Elifelet, fue uno de los llamados valientes de David. Aparece en el capítulo 23, versículo 34 del libro II de Samuel. Se le llama también Ben hamma akati, que la Vulgata traduce por hijo de Macati, pero parece más probable se refiriera a Maacha de cuyo lugar era acaso originario o habitaba en él, si bien nada prueba que no descendiera realmente del antiguo linaje de Macati.